# Josef Kreisinger
Josef Kreisinger (9. prosince 1857 Číčov – 21. října 1934 Liteň) byl farář, vikář a čestný kanovník. Působil na farnosti v městysu Liteň na Berounsku na faře u Kostela svatého Petra a Pavla (Liteň).

## Dílo
Zabýval se historií Litně a obcí v liteňské farnosti. V roce 1896 vlastním nákladem vydal knihu Liteň a přifařené k ní obce a čistý výtěžek věnoval spolku pro vystavění věže při chrámu páně v Litni. Realizoval záměr, který měl jeho předchůdce liteňský farář František Josef Řezáč zpracovat historii Litně. Kreisingerova kniha obsahuje podrobné citace farních kronik a listin liteňské vrchnosti k dějinám městyse, liteňského panství, farnosti a školy. Popisuje stavební vývoj kostela sv. Petra a Pavla, fary, zámku, školy, hřbitova, židovského hřbitova a přilehlých vesnic. Uvádí přehled majitelů panství, jeho správců, farářů, starostů a dalších činitelů městyse. Práce obsahuje i přepis nápisů v kostele a na kostelních zvonech. Josef Kreisinger je pohřben na liteňském hřbitově.

## Galerie Josefa Kreisingera

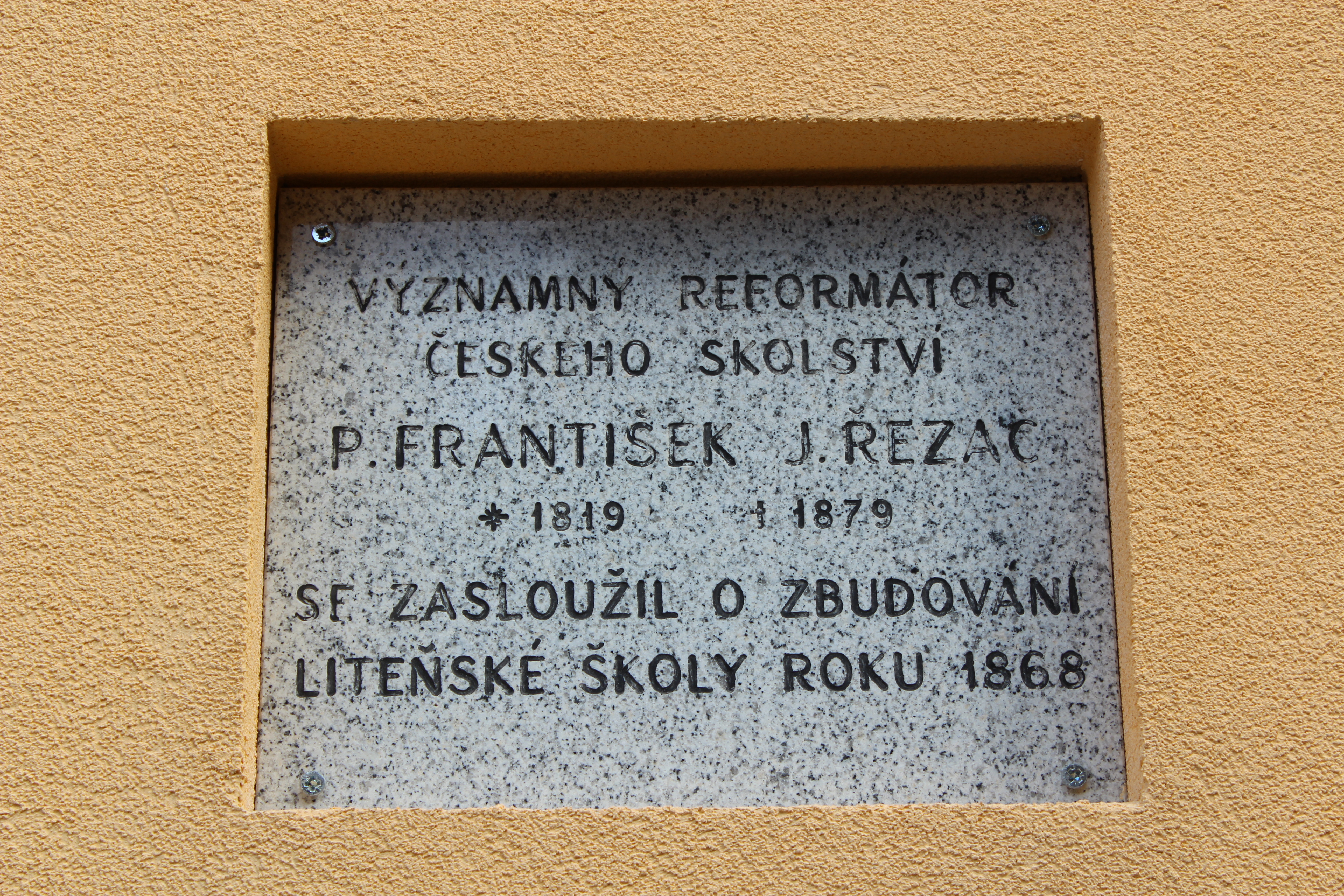
Pamětní deska Františka Josefa Řezáče na škole v Litni.
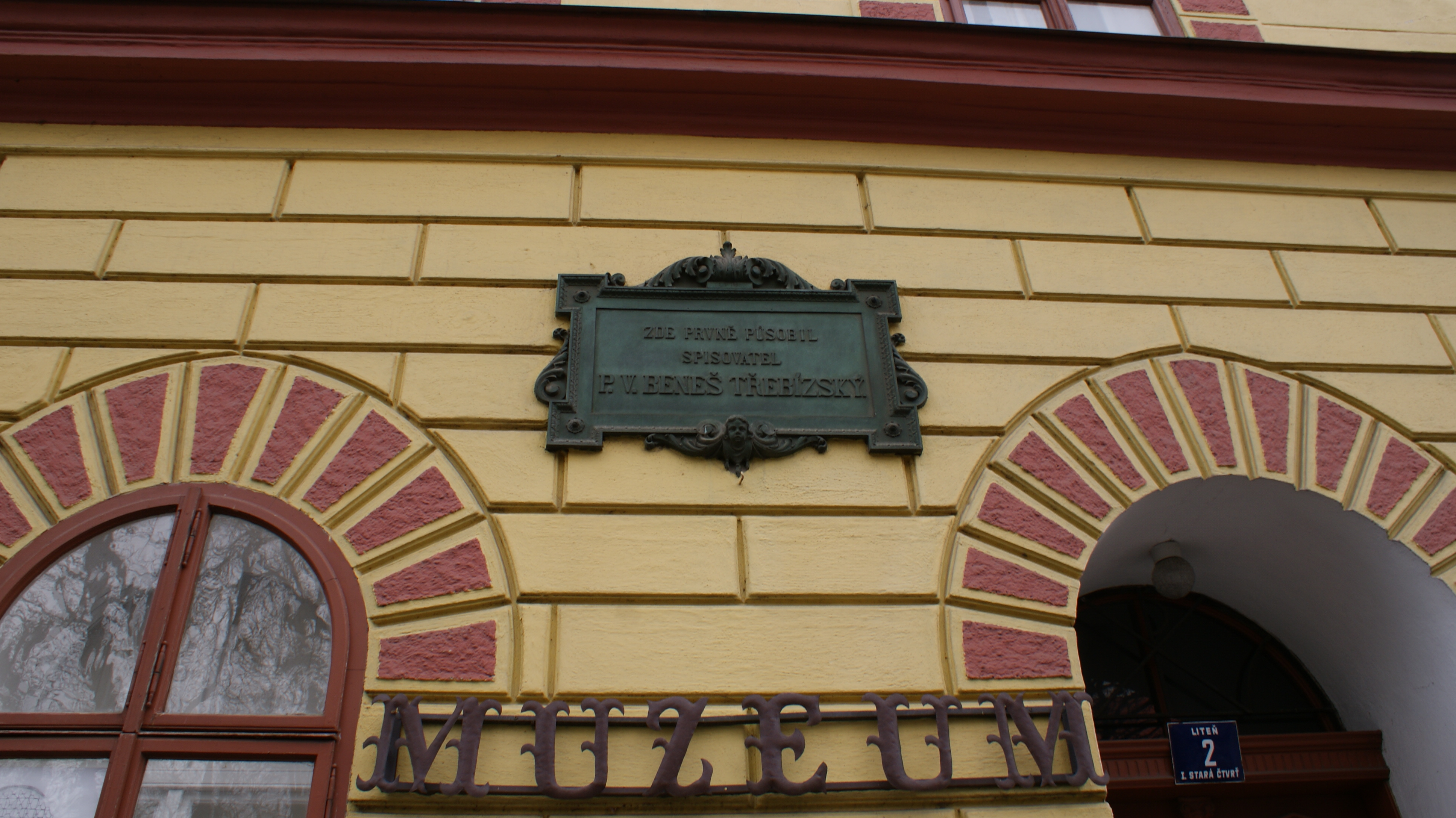
Pamětní deska V. B. Třebízského na bývalé faře
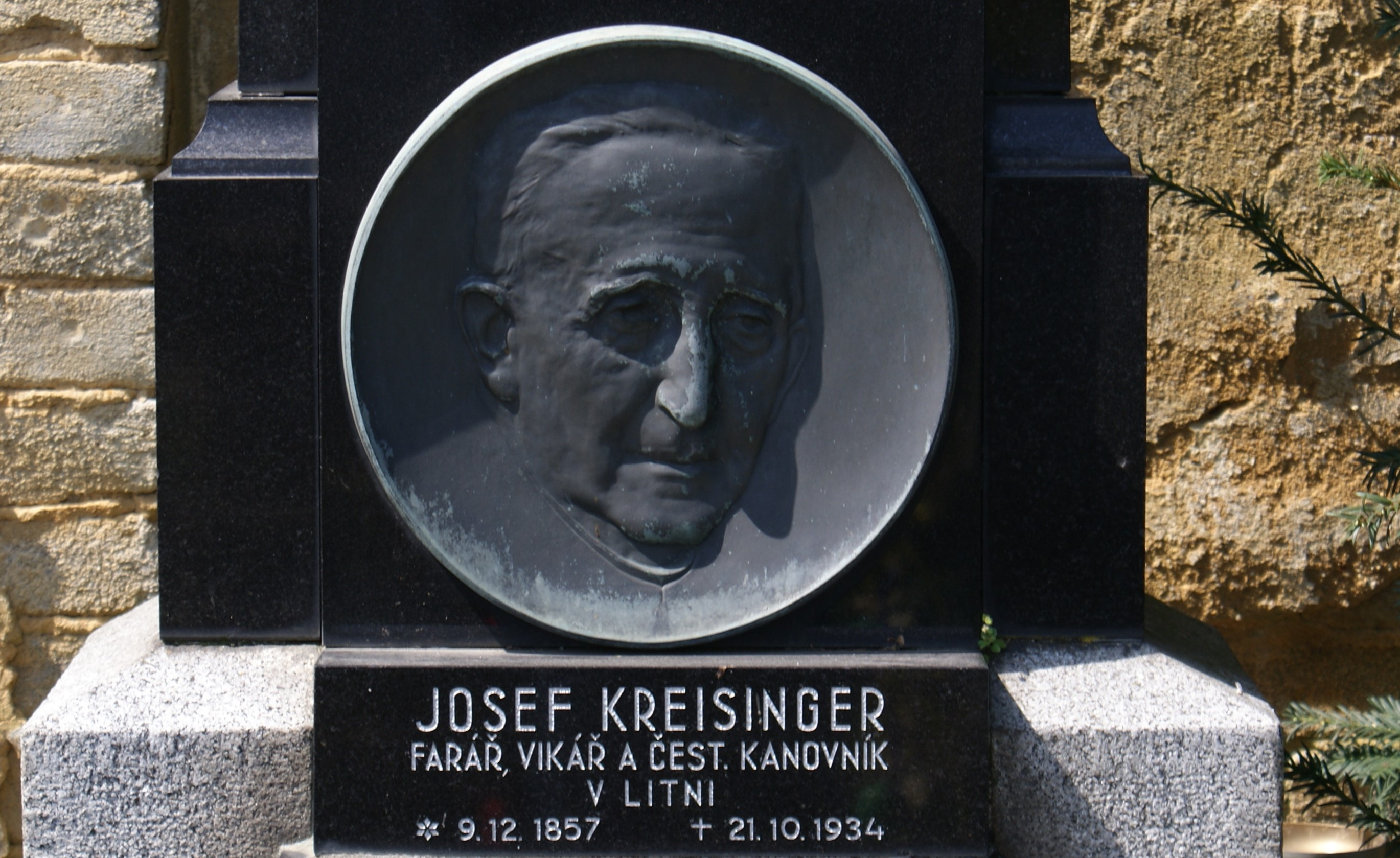
Náhrobek s reliéfem Josefa Kreisingera na hřbitově v Litni
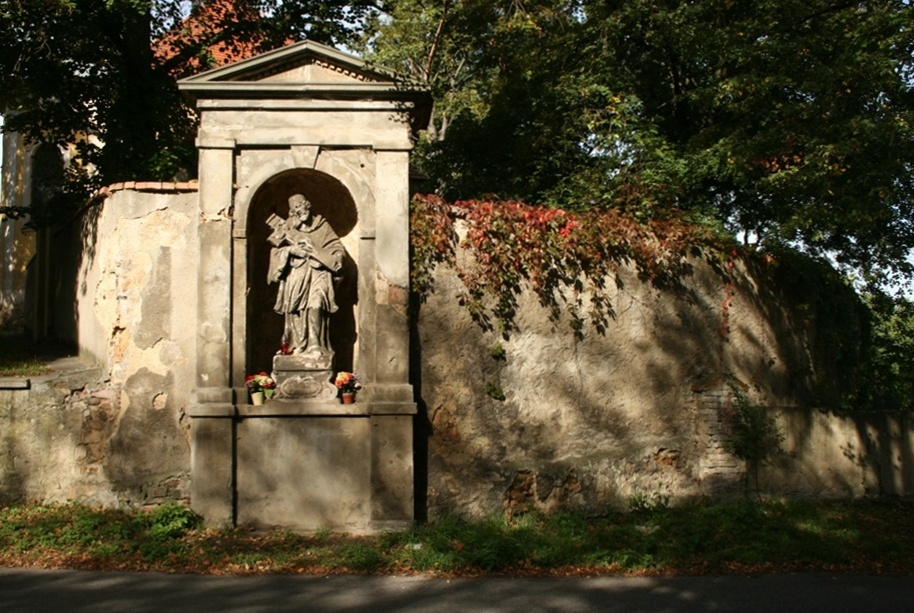
Výklenková kaple Jana Nepomuckého v ulici Pode Zděmi
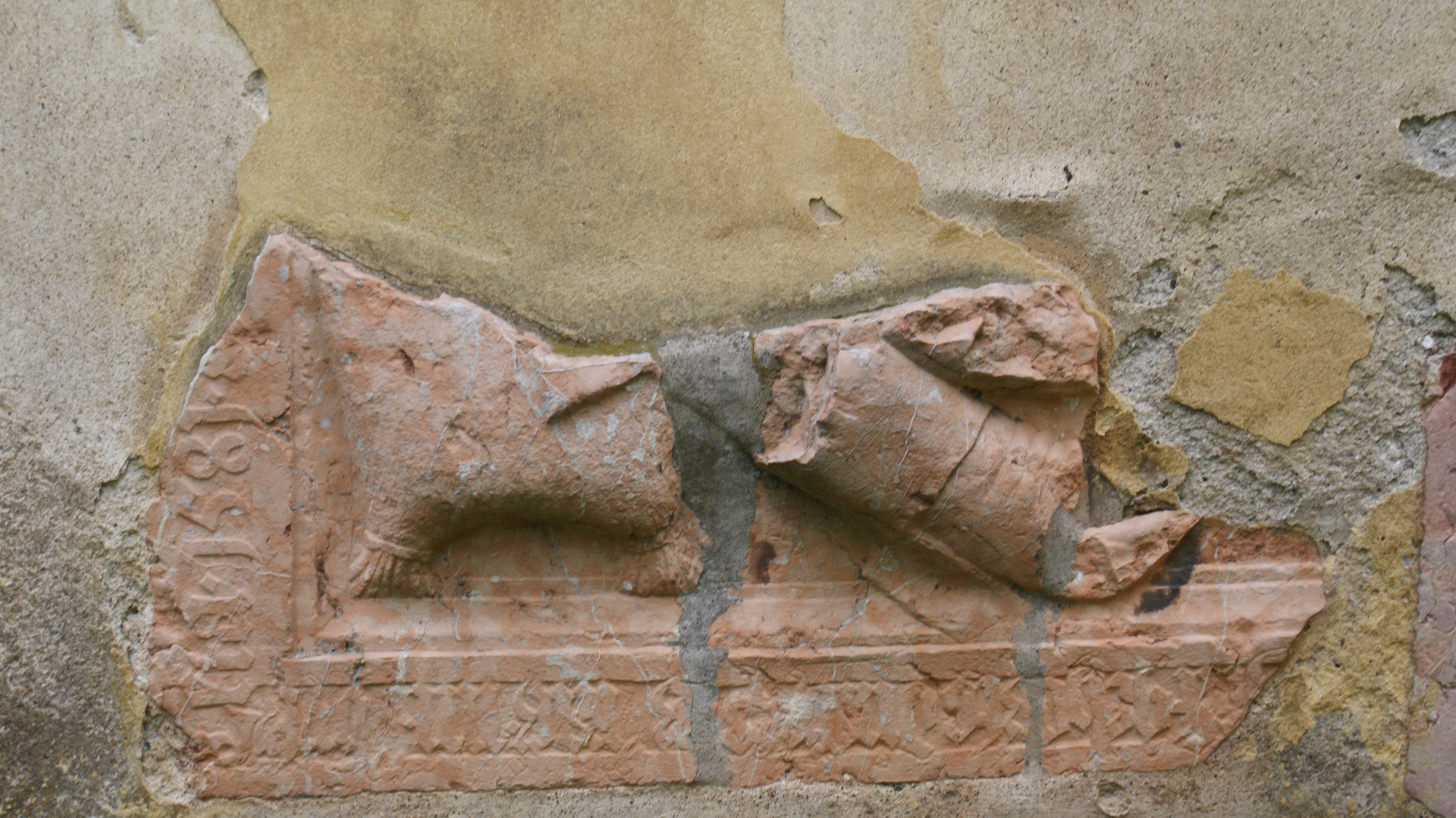
Zazděný náhrobek v jižní stěně kostela
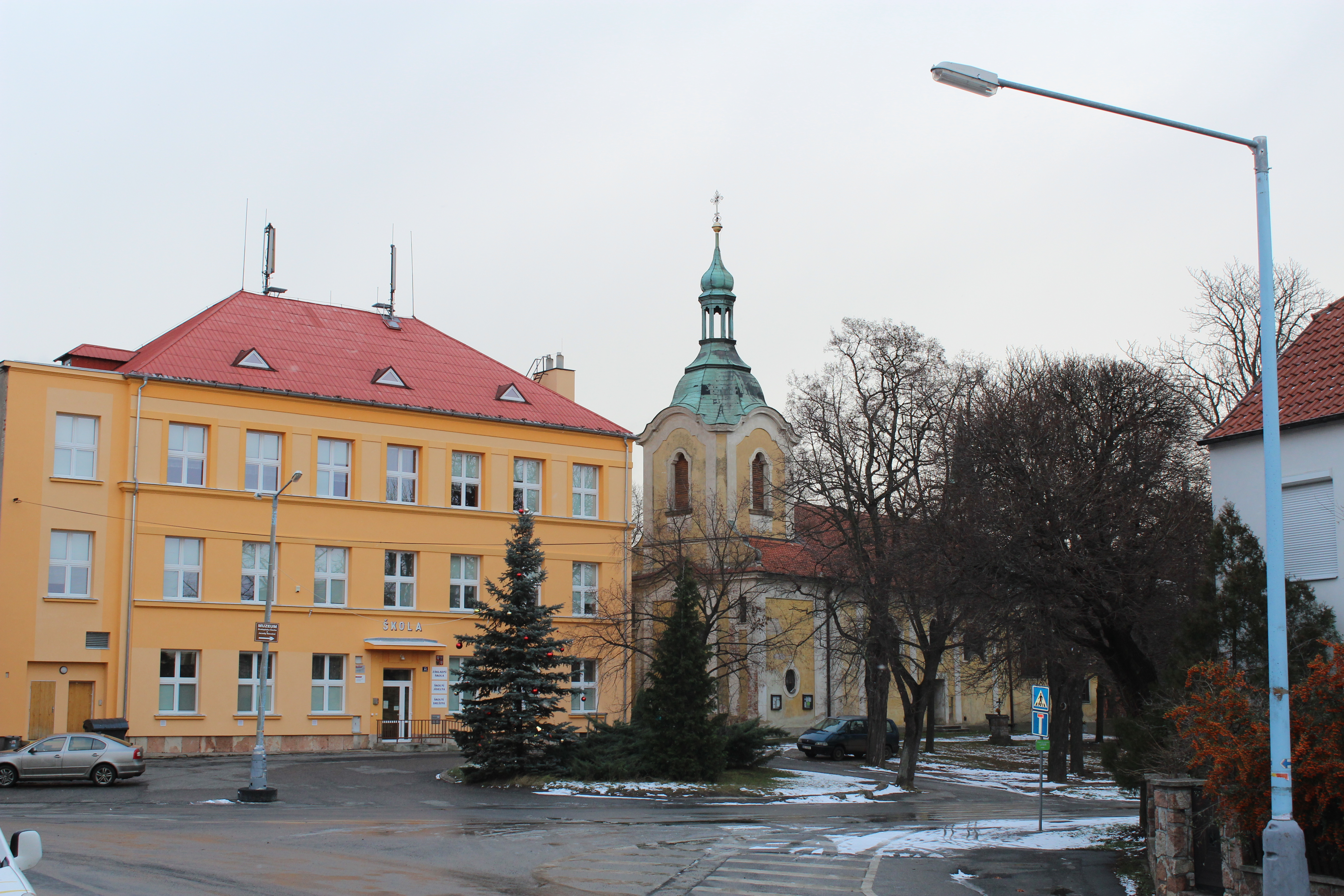
Kostel sv. Petra a Pavla v Litni
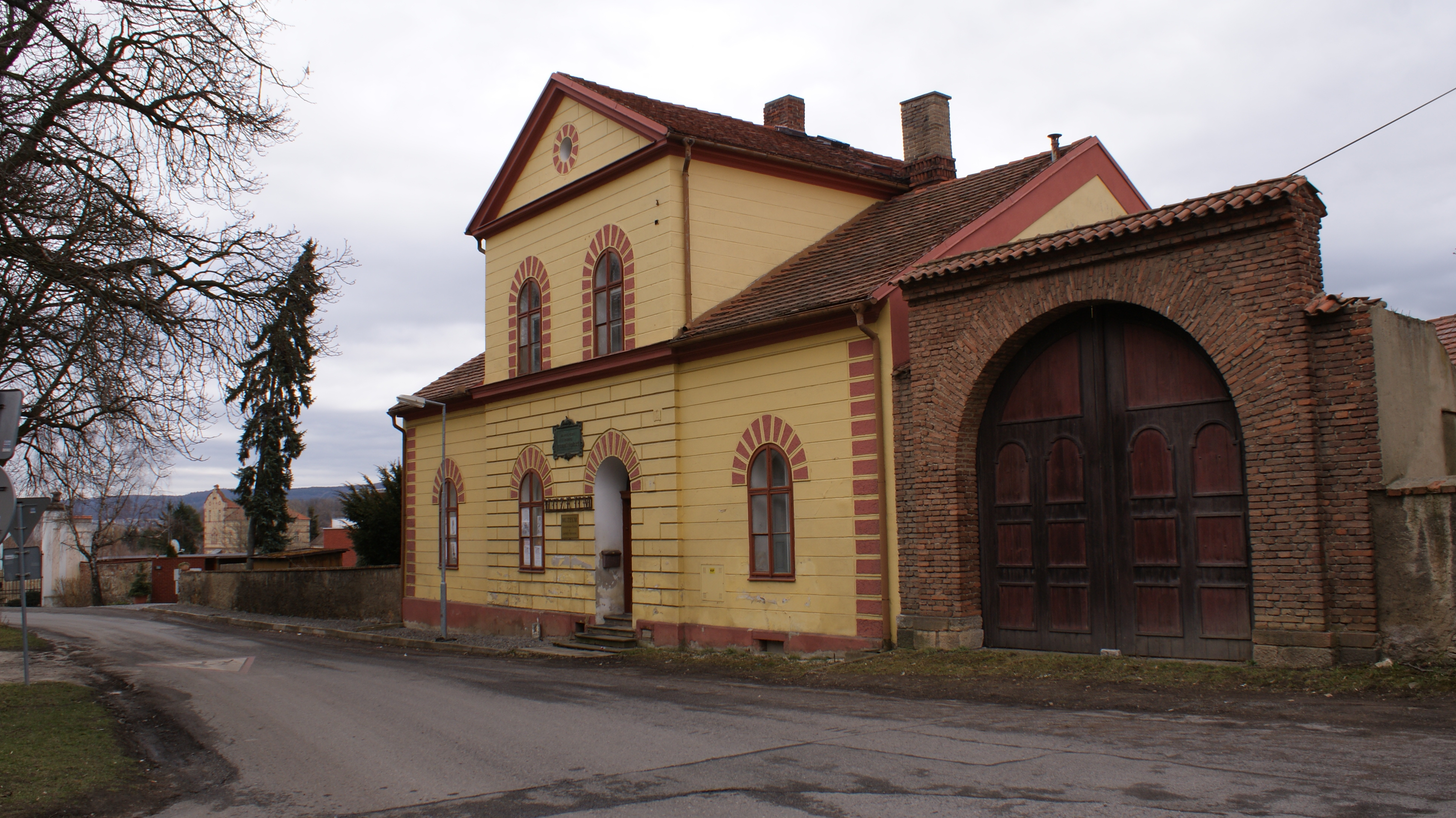
Nová budova fary, kde Kreisinger působil (dnes Muzeum v Litni)